# Zóki-árok
A Zóki-árok Pécs nyugati részén ered, Baranya vármegyében. A patak forrásától kezdve déli, majd délnyugati irányban halad, egészen Pécs városáig, ahol beletorkollik a Pécsi-vízbe.
A Zóki-árok vízgazdálkodási szempontból az Alsó-Duna jobb part Vízgyűjtő-tervezési alegység működési területéhez tartozik.
A Zóki-árok vizét gyarapítja a Pécs mellett belétorkolló Tortyogó-árok vize.

## Part menti települések
- Pécs